# New York • London • Paris • Munich
A New York · London · Paris · Munich című stúdióalbum a brit M 1979-ben megjelent első stúdióalbuma, mely tartalmazza a Pop Muzik című dalt is, melynek extended verziója került fel az albumra.

## Megjelenések
LP  UK MCA Records – MCF 3046
- A1	Pop Muzik 4:59
- A2	Woman Make Man	2:15
- A3	Moderne Man / Satisfy Your Lust	6:29
- A4	Made In Munich	5:41
- B1	Moonlight and Muzak 5:35
- B2	That's The Way The Money Goes	4:25
- B3	Cowboys And Indians	3:53
- B4	Unite Your Nation	5:44

### 1997-es kiadás bónusz dalokkal
CD  UK Westside – WESM 501
- 1	Popmuzik (Nik Launay '79 12") 4:54 Mixed By – Nick Launay
- 2	Woman Make Man	2:18
- 3	Moderne Man / Satisfy Your Lust	6:33
- 4	Made In Munich	5:37
- 5	Moonlight And Muzak	5:36
- 6	That's The Way The Money Goes	4:27
- 7	Cowboys And Indians	3:54
- 8	Unite Your Nation	5:45

Bonus Tracks
- 9	Fanfare	0:10
- 10	Cry Myself To Sleep	2:59
- 11	Cowboys And Indians (Dead Or A 'Live' Mix) 3:12
- 12	Cowboys And Indians 3:40 Featuring – James Stewart
- 13	Satisfy Your Lust (Single Version) 3:11
- 14	Moderne Man (Single Version) 3:32
- 15	M Factor (Single Version) 2:36
- 16	M Factor (U.S. Single Version) 2:29 Remix – Fallon Brothers
- 17	Moonlight And Muzak ('92 Remix) 4:43
- 18	Popmuzik (Hip-Hop-Pop Muzik) 3:10 Remix – Ben Leibrand
- 19	Popmuzik (Latino Cappucino) 1:56 Remix – Simon Rodgers
- 20	Popmuzik ('89 Reshuffle) 3:47 Remix – Simon Rodgers
- 21	Finale	0:18

## Külső hivatkozások
- Az album az amazon.com oldalán[4]
- Az album a spotify oldalán[5]
- A Pop Muzik videóklipje a YouTube-on[6]